# Bartosz Ślusarski
Bartosz Slusarski, né le 11 décembre 1981 à Szamocin, est un  footballeur international polonais.

## Carrière
- 1998-jan. 2000 :  Huragan Pobiedziska
- jan. 2000-jan. 2002 :  Lech Poznań
- jan. 2002-2002 :  Widzew Łódź
- 2002-jan. 2004 :  Lech Poznań
- jan. 2004-2007 :  Dyskobolia
- 2006-2007 :  União Leiria (prêt)
- 2007-jan. 2009 :  West Bromwich Albion
- nov. 2007-fév. 2008 :  Blackpool (prêt)
- nov. 2008- déc. 2008 :  Sheffield Wednesday (prêt)
- jan. 2009-déc. 2010 :  KS Cracovia
- depuis jan. 2011 :  Lech Poznań

## Sélections
Bartosz Ślusarski compte deux sélections avec la Pologne, depuis 2005.

## Palmarès
- Coupe de Pologne : 2004, 2005
- Supercoupe de Pologne : 2004